# شاري الأوسط (محافظة)
- تشير هذه المقالة إلى إحدى محافظات تشاد السابقة. من عام 2002 قُسّمت البلاد إلى 23 إقليم.

شاري الأوسط واحدة من 14 محافظة في تشاد، تقع في جنوب البلاد، وتغطي مساحة 45180 كيلومترًا مربعًا وبلغ عدد سكانها 738595 نسمة في عام 1993. عاصمتها سارة.